# Sweat (gira musical)
Sweat (también conocida como Sweat Tour) es la gira musical de la cantante británica Charli XCX en conjunto al cantante australiano Troye Sivan en apoyo a sus más recientes álbumes a la fecha, Brat y Something to Give Each Other. La gira comenzó el 14 de septiembre de 2024 en Detroit, Estados Unidos, y concluirá en el Primavera Sound de Barcelona, España, el 5 de junio de 2025. La cantante y DJ británica, Shygirl actuó como telonera durante los conciertos.

## Antecedentes y desarrollo
El 17 de abril de 2024 XCX y Sivan anuncian la gira por arenas en conjunto por América del Norte. Para agosto de 2024, la gira tenía más del 90% de localidades vendidas de sus espectáculos.

## Repertorio
Acto I
1. «Got Me Started»
2. «What’s the Time Where You Are?»
3. «My My My!»
4. «365 (Remix)»
5. «360»
6. «Von Dutch»

Acto II
1. «In My Room»
2. «Dance to This»
3. «Rager Teenager!»
4. «Club Classics»
5. «Unlock It»
6. «Sympathy is a Knife»
7. «Guess»

Acto III
1. «Bloom»
2. «Boys»
3. «Girl, so Confusing»

Acto IV
1. «One of Your Girls»
2. «Everything is Romantic»
3. «Speed Drive»
4. «Apple»

Acto V
1. «Silly»
2. «You»
3. «STUD»
4. «365»
5. «Vroom Vroom»
6. «1999»

Encore
1. «Track 10»
2. «I Love It»
3. «Honey»
4. «Rush»
5. «Talk Talk»

## Fechas
| Fecha (2024)      | Ciudad            | País              | Recinto                  | Telonero/s        |
| América del Norte | América del Norte | América del Norte | América del Norte        | América del Norte |
| ----------------- | ----------------- | ----------------- | ------------------------ | ----------------- |
| 14 de septiembre  | Detroit           | Estados Unidos    | Little Caesars Arena     | Shygirl           |
| 16 de septiembre  | Laval             | Canadá            | Place Bell               | Shygirl           |
| 18 de septiembre  | Toronto           | Canadá            | Scotiabank Arena         | Shygirl           |
| 20 de septiembre  | Columbus          | Estados Unidos    | Nationwide Arena         | Shygirl           |
| 23 de septiembre  | Nueva York        | Estados Unidos    | Madison Square Garden    | Shygirl           |
| 25 de septiembre  | Filadelfia        | Estados Unidos    | Wells Fargo Center       | Shygirl           |
| 26 de septiembre  | Baltimore         | Estados Unidos    | CFG Bank Arena           | Shygirl           |
| 28 de septiembre  | Boston            | Estados Unidos    | TD Garden                | Shygirl           |
| 30 de septiembre  | Chicago           | Estados Unidos    | United Center            | Shygirl           |
| 2 de octubre      | Nashville         | Estados Unidos    | Bridgestone Arena        | Shygirl           |
| 3 de octubre      | Atlanta           | Estados Unidos    | State Farm Arena         | Shygirl           |
| 5 de octubre      | Miami             | Estados Unidos    | Kaseya Center            | Shygirl           |
| 6 de octubre      | Orlando           | Estados Unidos    | Kia Center               | Shygirl           |
| 9 de octubre      | Dallas            | Estados Unidos    | American Airlines Center | Shygirl           |
| 11 de octubre     | Denver            | Estados Unidos    | Ball Arena               | Shygirl           |
| 13 de octubre     | Phoenix           | Estados Unidos    | Footprint Center         | Shygirl           |
| 15 de octubre     | Inglewood         | Estados Unidos    | Kia Forum                | Shygirl           |
| 16 de octubre     | Inglewood         | Estados Unidos    | Kia Forum                | Shygirl           |
| 18 de octubre     | San Diego         | Estados Unidos    | Viejas Arena             | Shygirl           |
| 20 de octubre     | San Francisco     | Estados Unidos    | Chase Center             | Shygirl           |
| 22 de octubre     | Portland          | Estados Unidos    | Moda Center              | Shygirl           |
| 23 de octubre     | Seattle           | Estados Unidos    | Climate Pledge Arena     | Shygirl           |
| Europa            |                   |                   |                          |                   |
| 5 de junio        | Barcelona         | España            | Parc del Fòrum           |                   |